# جاناتان واران
جاناتان واران (انگلیسی: Jonathan Varane؛ زادهٔ ۹ سپتامبر ۲۰۰۱) بازیکن فوتبال است.